# Marco Vinicio
Marco Vinicio (en latín, Marcus Vinicius; 5 a. C. - 46 d. C.) fue un senador romano, esposo de Julia Livila, por lo que estuvo emparentado con la familia imperial Julio-Claudia, y que desarrolló su carrera bajo los reinados de Tiberio, Calígula y Claudio. 

## Familia
Fue hijo y nieto de dos cónsules, Publio Vinicio, cónsul en 2 d. C., y Marco Vinicio, cónsul en 19 a. C., ambos bajo Augusto.

## Carrera
Nacido en Cales en Campania, Vinicio comenzó su carrera senatorial como cuestor en 20 d. C., alcanzando el consulado en 30 junto con su concuñado Lucio Casio Longino. En ese mismo año, Veleyo Patérculo publicó sus historias, dedicadas a Marco Vinicio.
En 33, Tiberio lo eligió como marido de Julia Livila, la hija menor de su sobrino Germánico y de Agripina. En esa ocasión, Tácito describe a Vinicio como "leve de carácter y un brillante orador".
De 38 a 39, Vinicio dirigió la provincia romana de Asia como procónsul; dos años antes, había sido nombrado en un comité que se suponía iba a estimar los daños causados por un incendio en la colina del Aventino.
Vinicio estuvo involucrado en el asesinato del emperador Calígula y, durante un breve periodo de tiempo, incluso trató de acceder al trono.
Una vez que Claudio se convirtió en emperador, lo acompañó en la conquista romana de Britania en el año 43, recibiendo por ello los ornamenta triunphalia, y en 45 fue honrado con la rara distinción de un segundo consulado, ocupando el cargo  solamente de 1 de enero a 1 de marzo y su colega fue Tito Estatilio Tauro Corvino.
Por instigación de Mesalina, Marco Vinicio fue asesinado en 46, aunque recibió un funeral de Estado.

## Actualidad
El personaje principal de la novela Quo Vadis?, de Henryk Sienkiewicz, también se llama Marco Vinicio, y es el hijo del histórico Marco Vinicio.